# Парк природе Ластовско оточје
Парк природе Ластовско оточје је простор архипелага Ластово основан 2006. године, на укупној површини од 196 km². Састоји се од 46 острва, острваца и литица врло разведене обале, укупне површине- копна 53 km² и 143 km² морске површине. Карактерише се добро очуваним природним одликама хидрографије, педологије, флоре и фауне, као и добрим геоморфолошким и геолошким карактеристика рељефа. Омеђен је каменим пределима Сушца, Тајана, Главата и Струга. Посебну вредност читавом подручју дају Јадранско море и морско дно са богатом и разноврсном дивљим светом, у коме преовлађују природни екосистеми са променама сведеним на минимум.

## Положај
Ластовско оточје налази се у налази хрватском делу Јадранског мора, 14 км јужно од острва Корчула. Спада у спољашњу групу јужнодалматинских острва и обухвата најјужније хрватске насељене острво Ластово с припадајућим острвима, острвцима крупе Ластовњаци и Врховњаци и острво Сушац.
Територијално припада општини Ластово, а управном поделом у Републици Хрватској припада Дубровачко-неретванској жупанији

## Географија
Ластовско оточје у геолошком смислу изграђено је од јурских и кредних наслага које формирају претежно доломити, доломитски кречњак, и чисти кречњак. Највиши врх острва јЛастова је Хум (417 м), са кога пуца поглед на све стране отока и његову развијеност рељефа који је видљиву у заобљеним брежуљцима, дубоко усеченим увалама, пољима, а с друге стране и бескрајан поглед на море и оточје. Нешто нижи врхови су Мали Хум (415 м) и Плешево брдо (400 м).
Морфолошки је значајна измена бројних одвојених шумовитих брежуљака и крашких увала – поља (међу којима су највећа Винопоље, Локавје и Пргово). Ова поља су настала у непропусним зонама доломита или у полупропусним доломитизираним кречњацима.
Кршка грађа Ластова погодовала је и формирању пећина. Најпознатија пећина је Рача шпиља у југоисточном делу отока – заштићена као геоморфолошки споменик природе и археолошко налазиште од 1965. године, и Медједина – некадашње боравиште средоземне медведице, а данас познато по већим насеобинама слепих мишева.

### Клима
На климу у Ластовском оточју утицај има његов положај у медитерану, која се одликује благом медитеранском климом. Као једно од најсунчанијих оточја на Јадрану оно у просеку има 2.700 сунчаних сати годишње.
Просечна температура ваздуха у јануара износи 8,3 °C, а у августу 24,9 °C. Како се блага летња температура продужава дуго у јесен, овај период године јетоплији од пролећа.
Најучесталија врста падавина је киша, јавља се мања количина крупе, док је снег реткост.
Важан фактор за вегетацију је влага, која у сушном раздобљу надокнађује кишу. Средња годишња влажност ваздуха износи 68%.
У ружи ветрова доминантне ветрове чине југо (југоисточни ветар), маестрал (северозападни ветар). Чести ветрови су бура (североисточни ветар), лебић (југозападни ветар), пулент (снажни западни ветар), трамонтана (северац), илеванат (источни ветар).

### Насеља
Најзнаћајнија насења на простору Ластовског острва су Ластово, Пасадур, Убле, Скривена Лука, Заклопатица. 
Ластово
Град Ластово које седиште истоимене оипштине је старо средњовековно насеље са дугомисторијом, амфитеатралног облика, окружено брдима. У насељу су сачуване породичне куће из 15. и 16. века, које красе богато украшени димљаци “фумари” (димњаци) и ластовски сулари који су постали заштитни знак Ластова. 
Од знаменитости у Ластову се налази жупна црква Светих Кузме и Дамјана, Кнежев двор – Палаца, Кашћел те бројне црквице. 
Ластовске скалинаде (камене степенице) које обавијају старо језгро око цркве и шире, и ластовски димњаци дају месту посебан медитерански изглед, иако Ластово није смештено уз море него у самом срцу истоименог острва.
Пасадур
Пасадур је насељено место у саставу општине Ластово, на острву Ластову и делом (засеоци Јурјева Лука и Подленга) на острву Прежба.
На попису становништва 2011. године, Пасадур је имао 100 становника, од којих је 74.68% Хрвата.
Заклопатица
Заклопатица је насељено место у саставу општине Ластово, које се налази на северној страни острва Ластова, у заливу преко пута острвца Заклопатица. Од центра општине који се налази и у унутрашњости острва удаљено је свега 2 км северозападно, а југоозападно од трајектне луке Убле, дели је 7 км.
На попису становништва 1991. године, насељено место Заклопатица је имало 69 становника, од којих су 91,30% Хрвати.
Скривена Лука
Скривена Лука је насељено место у саставу општине Ластово, на острву Ластову. То је мало насеље на обали залива који се налази између полуострва Струга и Стражица, а који је због конфигурације терена немогуће видети са отвореног мора. На полуострву Струга се налази борова шума на чијем крају је светионик. Изграђен је 1839. године и један је од најстаријих светионика на Јадранском мору. Скривена Лука је идеално место за сидриште, јер је добро скривено и заштићено од јаких ветрова и таласа са отвореног мора. Насеље је путем дугим 7,5 км повезано са центром општине Ластово.
Убле
Убле су насељено место у саставу општине Ластово, на острву Ластову. До територијалне реорганизације у Хрватској налазиле су се у саставу старе општине Ластово.
На попису становништва 2011. године, Убле су имале 222 становника, међу којима је поред 152 (50,16%) Хрвата било и 42 (13,86%) Срба.

## Флора и фауна копна

### Флора
Ластовско оточје једно је од најбогатијих и најочуванијих ботаничких подручја на Средоземљу. Састав флоре отока Ластова одредила је:
- изолованост острва,
- обиље сунчеве светлости
- изражене ноћна влага
- дубоко ластовско тло.

Од 810 до сада откривених врста од угрожених врста, међу њима се и ишчезле врста, ендеми и стеноендема. У ове врсте спадају:
- Беличаста громотуља (Aurinia leucadea), као ботаничке занимљивости и реткост,
- Трава трсовез (Ampelodesmos mauretanica), једна од ретких биљака у хрватској која се може наћи само на Ластову,
- Далматински козлинац (Biserrula pelecinus ssp. dalmatica), стеноендем и законом строго заштићена врста

- Део флоре Парк природе Ластовско оточје
- Aurinia leucadea
- Ampelodesmos mauretanica
- Biserrula pelecinus ssp. dalmatica)

Флора острва Сушац настала је у условима недостатка воде на оскудном тлу и сталној изложености снажним јужним ветровима. Ова специфична флора броји 278 биљних врста, а међу осам ендема истиче се:
- Сушачка врзина (Brassica cazzae), која насељава пукотине обалних и приобалних стена.

Око 70% површине оточја прекривено је шумом, што чини Ластово поред Мљета најшумовитијим хрватским острвом, претежно прекривеним макијом. Најлепше дрво је планика (Арбутус унедо), али највећи део покрива црника (Quercus ilex) уз коју се истичу и шуме алепског бора (Pinus halepensis).
- Део шума Парк природе Ластовско оточје
- Црника
- Алепски бор
- Медвеђе грожђе

Испод шумског покривача налазе се и неке од врста гљива.
Ластовске куће у својим вртовима гаје медитеранске биљке: бајам, лимун, наранџу, палму, рогач. Од пољопривредних биљака превладавају винова лоза и маслина.
Ово поднебље је богато и лековитим биља попут кадуље, менте, столисника, рузмарина, лаванде, коморача и камилице.

### Фауна
Животињски свет оточја је врло богат и разноврстан, са 175 врста кичмења од чега је њих 71 угрожено на националној и 37 врста угрожено на нивоу Европе.
Ластовске пећине су станиште слепих мишева који у њима налазе склоништа или места за размножавање, нпр Медједина која је боравиште 3 угрожене врсте слепих мишева:
- Јужни потковњак (Rhinolopus euryale),
- Риђи шишмиш (Myotis emarginatus)
- Велики потковњак (Rhinolophus ferrumequinum)

Ластовско оточје није само важно одмориште многим птицама селицама, веч и гездилиште ових птица:
- Грегула (Puffinus yelkouan)
- Велики зово (Calonectris diomedea).

На појединим острвцима гнезди се око 70% хрватске популације средоземног галеба (Ларус аудоуинии) који је угрожен на глобалном нивоу.
На литицама Струге (Велике стијене) гнезди се и редак елеонорин соко (Фалцо елеонорае).
Занимљивост је да на оточју нема отровних змија, а једина је змија је степски гуж или смичалина (Dolichophis caspius).
Ластовско оточје је и станиште стеноендемичних гуштера:
- Јадрански гуштер (Podarcis sicula adriatica)
- Ластовски гуштер (Podarcis melisellensis n. ssp.)

Подручје је богато и микро фауном, посебно кукцима, пауцима и пужевима.

## Флора и фауна мора

### Флора
Број од 248 врста морске флоре, говори о богатству подморја оточја, јер је тај број на овом малом подручју једнак оном са широког простора средњег и јужног Јадрана. На појава бујање морског живота у овом подручју у многоме утиче сезонски прилив храњљивих материј из дубоког Јадрана.
Каменито дно богато је прекривено фотофилним алгама, док су плитка приобална дна прекривена угроженим и заштићеним ливадама морске цветнице посидоније (Посидониа оцеаница). Ова је врста јако важно мрестилиште и заклон разним морским врстама. Скривена лука једно је од ретких станиште зелене алге Цаулерпа пролифера једине аутохтоне каулерпе у Јадрану.

### Фауна
Захваљујући обиљу и разноврсности зоопланктона, подморје Парка богато је коралима, сунђерима, мекушцима, бодљарима, раковима и многим другим врстама. Ово богатство врста ствара снажне и повезане карике подморског животног ланца. До сада је уписано 330 врста бескричмења, од којих је 20 на списку угрожених врста.
Корали
Посебном лепотом истичу насеобине корала:
- Горгонија (Gerardia savaglia),
- Црвени корал (Corallium rubrum)
- Ендемични хварски корал (Madracis pharensis).

Пужеви, јежеви и ракови
У зони осцилације плиме и осеке живе разни морски пужеви (нанари), као и приљепци (лупари). Прате их морски јежеви, хоботнице и сипе.
Заштитни знак хридастог дна ластовског акваторија су колоније бркатог јастога, хлапови, куке (совице) и раковице. 
Пужеви
У овом подморју живе и ретке врсте пужева: 
- Тритонова труба  (Charonia tritonis sequenza),
- Пругаста митра (Mitra zonata)
- Пуж бачваш (Tonna galea).

- Charonia tritonis sequenza
- Mitra zonata
- Tonna galea

Рибе
Врсте риба карактеристичне за ово подручје су шкрпун, шкрпина, кирња, зубатац, кантар, трља од камена, табиња мркуља, лумбрак, мурина, угор, а повремено туне, гофови и сабљани.
У отвореним водама овог подручја често се може видети неколико врста делфина:
- Краткокљуни обични делфин (Delphinus delphis),
- Добри делфин (Tursiops truncatus)
- Главати делфин (Grampus griseus)

Од морских корњача најчешће су:
- Главата желва (Caretta caretta), или главата корњача је гмизавац дуг око 90 cm, мада су откривени и примерци дуги читавих 280 cm. Одрасла корњача је тешка отприлике 135 кг, а највећи забележени примерци су тешки преко 450 кг.[3] Боја коже је од жуте до браон, а оклоп је типично црвенкасто-браон. Нису примећене спољне разлике међу половима док јединке не одрасту. Најприметнија разлика међу одраслима је да мужјаци имају тањи реп и краћи пластрон.
- Зелена желва (Chelonia mydas), гмизавац из реда Testudines. Једина је врста у роду Chelonia. Раније се подврстом зелене морске корњаче сматрала црна морска корњача, али данас се научници углавном слажу да је то посебна врста која се води под латинским називом Chelonia agassizii.

- Caretta caretta
- Chelonia mydas

На усамљеним хридима пећине Медједине некада је живела и средоземна медведица (Monachus monachus.

## Историја
Према писаним траговима Ластовско оточје се први пут помиње у делу лексикографа Стјепана Византинца. Теопомп (у 4. веку п. н. е.) га назива Ладеста и Ладестон, док суфикс – ест (карактеристичан за илирска места на јадранској обали) указује да су му име дали стари Илири. Такође је записана и грчка поштапалица за имена становника отока –  Ladestanos, који доказује да су на Ластову живели Дорци.
Римљани назив латинизирају, и називају га Augusta insula (царско острво).
У средњем веку јављају се називи   Augusta, Lagusta, Lagosta. Данашњи назив изведен је романског облика Ласта уз додан словенски суфикс – ово.
Најстарији трагови живота откривени су у Рача шпиљи, а континуитет живота се може пратити од раног бронзаног доба.
Славовени и Неретљани насељавају ова острва у 7. и 8. веку након доласка на Балканско попуострво, и временом су се толико учврстили и ојачали да су били претња за пловидбу млетачких бродова. Зато је дужд Петар Орсеоло II. освоји острво и 998. потпуно уништио његова насеља. Преживели становници преселили су се на нову локацију, данашње насеље Ластово.
У даљем току историјских догађаја Ластово је честог мењања господара:
- У 11. и 12. веку је под Захумљем.
- На крају 12. века острвље преузимају угарско – хрватски краљеви.
- У 13. веку је опет под Захумљем.
- 1252. године острво улази у састав Дубровачке републике, која му 1310. године одобрава комуналну аутономију и писање статута. Честа промене господара утицала је и на честу побуну сељака у 16. и 17. веку који су били незадовољство поступцима дубровачке властеле.
- У 19. веку Ластово се налазило под влашћу Француза, па Енглеза и на крају под Аустроугарском, под чијом ће влашћу ће остати све до 1918. године и пада Аустроугарске.

Рапалским споразумом Ластово је додељено Италији, која ће владати до капитулације Италије у Другом светском рату (1943. године).
Након Завршетка Другог светског рата 1945. године, острво је ушло у састав нова власти у СФР Југославији која је изградила јаке војне базе на острву и забраниле долазак страних гостију. То је много штетило у економском развоју острва.
Са политичким промена у бившој Југославији и Републици Хрватској Ластово се развија у оба смера.

## Материјална културна баштина
На простору Парка природе ˝Ластовско оточје˝, нарочито Ластову и Сушцу, откривено је мноштво културних добара који сведоче о богатој прошлости тог простора. Регистрирована и превентивно заштићена културна добра Ластовског оточја подељена су на четири категорије: културно-историјска целина, сакрална архитектура, профана архитектура, археолошки локалитети

### Културно историјска целина
Насеље Ластово смештено је изнад поља и развијено на стрмој падини амфитеатарског облика, а данашње обрисе добило је већ у 15. и 16. веку Као средишњи део насеља истиче се жупна црква Светог Кузме и Дамјана и Кнежев двор. Најстарије ластовске куће датирају из 15. века

Бројна су појединачна културна добра, а занимљиви су димњаци (фумари) чија градња даје наслутити да су грађени како би се показала имућност власника куће, а данас су део општинског грба. Грађени су на кућама или на приземним кухињама. Фумари су јединствени и по томе, ђто на Ластову не постоје два идентична, како би се истакле разлике међу породицама. Подсећају и на минарете, иако се не зна да ли је то случајност или копија фумара из села у суседној Италији. 
Сваки нови фумар имао је веће димензије и чудноватије украсе, а Ластовци као да су се такмичили са својим суседима, па су им се са фумара „петавали” рогови животиња, који су уједно служили и као урок против злих очију.
 Сматра се да је најстарији фумар, данас окружен дивљим наранџама, онај у склопу ренесансне куће породице Антика – Биза. На круни му је ветруља на шаховници.
- Фумар, карактеристичан ластовски димњак

Лучица је последњи сачувани примерак барокног рибарског насеља на овом подручју Далмације. У тој уској ували Ластовци су од почетка 17. века. градили камене рибарске куће које су им служиле за склањање од олује, спремање рибарског алата, сољење рибе и истезање чамаца.

### Профана архитектура
Унутар насеља Ластово налази се четрдесетак вредних архитектонских комплекса кућа саграђених у периоду између 15. и 19. века, које заокружују једну од варијанти далматинске, а посебно дубровачке историјске стамбене архитектуре.
Кућа Ластово посебна је варијанта историјске архитектонске културе у Далмацији, настала из тлоцрта и вертикалног волумена који је доследно подељен на „pars fructuaria“ у приземљу и „pars urbana“ на спрату. Карактеристика Ластовских кућа је сулар  - тераса окружена каменим клупама (пице) и каменим вазама (арлас), а на каменим пиластрима уздижу се степеница од белог кровног грожђа. Намештај је такође од камена - судопере, крунице за бунаре (стрелице), седишта, клупе, столови, остриге, уље итд.

### Сакрална архитектура
Крај Кнежевог двора се налази Црква Светог Ивана Крститеља саграђена у 14. веку. Градњу је започео 1340. свештеник Андрија Шкрињић, а завршена је 1418. У лунети изнад улазних врата налази се текст о градњи цркве и грб свештеника Влахановића који је завршио градњу. Дуга је 15, а широка 7 м. У унутрашњости цркве на олтару налази се свечева слика из 1515, а на плафону барокне композиције и библијска тема. Црква је служила као капела ластовског кнеза и у њој се до 1864. говорила миса. После јој је скинута посвета и претворена је у црквено складиште. Црква је данас рестаурирана и носи романичко-готске стилске карактеристике у складу са временом градње.
Жупна црква Светог Козме и Дамјана је саграђена на темељима старије цркве. Помиње се почетком 14. века. Тробродна црква је резултат две грађевинске фазе. Централна лађа је из друге половине 15. века, а бочне лађе су дограђене у 16. и 17. веку. Тај захват проширења очитује се на фасади цркве која има три одвојена крова и бочна зида укруњена са три звоника у облику раставића. Они су подигнути у 18. веку у духу готике. Централни део цркве су радили хрватски мајстори. Међу њима је најважнију улогу имао мајстор Радосан који је под сводом цркве 1473. уклесао натпис RADOSAN FECIT MCCCCLXXIII MADII. Уз апсиду цркве је приграђена 1545. сакристија, а неоготички звоник завршен је тек 1942. године. Изграђен је од ластовског камена. У приземљу звоника узидана је надгробна плоча Антуна Ластовца, једног од ластовских капелана из 15. века. Пред црквом је 1310. потписан ластовски Статут. Унутрашњост цркве испуњена је богатством каменог намештаја, слика и предмета. У трезору цркве чувају се сребрни и позлаћени готичко-ренесансни, барокни и рококо путири, показнице, кандила, свећњаци и опходни крстови и уникатне уметнине попут готичко-ренесансног калежа са преласка 15./16. в., јединог сачуваног дела Павка Антојевића на Ластову. Међу уметнинама се посебно истиче ренесансна посуда за благословлену воду коју је дао салити Добре Добричевић.
Црква Светог Јосипа а из 1635. године једноставна је ренесансна квадратна грађевина која има фасаду са два пенђера. Кип Светог Јосипа налази се на волту сред бочних врата, а изнад њега је ружа округлог прозора и једноструки раставић за звоно. Саграђена је делом милодара рибарских дружина и доприносом породица Павловић и Фулмизи. Главни олтар из 1773. је саградио корчулански каменорезац Бернард Буар. На олтару се налази уљана слика Свете Обитељи коју је дао поставити бенефицијат дон Вицко Фулмиси. Црквица је приликом преуређења Долца (1930—1933) аутентично пресложена на данашње место.
Мала црква Свете Марије на Грзи је саграђена 1442. године поклоном свештеника Марина Влахановића који је тестаментом оставио средства да би се саградила мала црква посвећена Богородици. Црква је готичког стила са понеком романичком стилском реминисценцијом. Влахановићев грб, љиљанов цвет између два коса појаса и две осмокраке звезде, и текст о градњи утиснут је у лунети изнад улазних врата цркве чија мала фасада завршава са три готичка отвора малог тродуплог раставића. У барокно време ову су цркву звали и Госпа од Снега. У цркви се налази дрвени олтарни триптих дубровачких сликара, из 16. века, са приказом Богородице, св. Кузме и Дамјана, св. Ивана Еванђелиста и Марије Магдалене.
Црква Светог Влаха саграђена је у другој половини 14. века. Саградила је истоимена братовштина за време Дубровачке републике, на видном месту у Горњем Пјевору и посветила је свом заштитнику светом Влаху. Фасада има лунету и ружу прозора, округли мали пенђер у облику готичког четверолиста, која се наставља малим раставићем. Са стране су барокни пенђери и улаз подигнут са пет степеница. У цркви се још увек налазе почасне столице за кнеза, судије и угледнике. Клупе за народ су постављене у лађи и светишту попреко. После ластовске буне против републике (1602. — 1606) и враћањем острва под дубровачку власт, 1610. на главни олтар је постављена слика Антонија Сицурија са приказом Светог Влаха, Светог Козме и Дамјана, Свете Катарине и Светог Себастијана. Године 1676. пропао је главни дрвени олтар и та је слика постављена на бочни олтар. Корчулански каменоресци су израдили нови олтар, на који је постављена слика св. Влаха са грбовима Републике, која је заборавила да дода било какав острвски симбол, показујући своју владарску доминацију. Кнез Мартолица Цријевић је обележио проширење цркве барокним натписом који је дао уградити у саму фасаду цркве.

## Нематеријална културна баштина

### Ластовке покладе
Не зна се тачна година почетка извођења ластовских Поклада. Легенда каже...
Како су у средњем веку Маури опседали град Корчулу, они су том приликом послали свог изасланика на Ластова, да од становника затражи предају. Ластовци су изасланика заробили и затворили. Због тога су љути Маури упутили своје бродове према Ластову, како би га покорили. Изненада се подигло јако невреме које је растурило непријатељске бродове. Након овог догађаја Ластовци су извели заробљеника и на магарцу га водали кроз цело село и исмевали га. У предвечерје су разапели дугачко уже и спустили изасланика са узвишења која се данас назива „Покладарева гржа”. Касније су га на магарцу одвели на Долац и уз звоњаву звона и узвике спалили.
Од тада па све до данашњих дана, сваке године одржава се ластовска Поклада, по тачно одређеним правилима и процедури. Необичан је што нема сличног обичаја у било којем делу света. Овај обичаја у Републици Хрватској, 17. јануара 2008. године Министарство културе Републике Хрватске прогласила је за нематеријално културно наслеђе Републике Хрватске и ставило га под своју заштиту.

### Ластовски статут
Пре 700 година, на јавном сабору у Ластову, 10. јануара 1310. године, усвојен је „Ластовски статут“, књига уредби и обичаја скупштине и општине острва Ластово.
Књига започиње заклетвом дубровачке комуне да ће поштовати све древне обичаје острвљана који су се добровољно предали комуни града Дубровника. Скуп од 30 одредби садржаних у првом делу Статута донесеног те године јасно описује радне и социјалне односе унутар острвске заједнице.

### Легенде
За Ластово су везане бројне легенеде, јер сваки становник овог своју причу. Ово су неке од њих:
- По једној у насељу Убли, данас на месту археолошке ископине старохршћанске базилике Светог Петра, било је закопано је у ппрошлости 12 златних кипова апостола.
- По другој на Ластову становништво у прошлости није садило стабла ораха, јер је постојало веровање да се под орахом скупљају вештице
- По трећој омиљенилек на Ластову био је бели лук – лек за све врсте урока вештице које им ˝нису дале мира˝ а места где су се окупљале био је пут који се рачво на три дела – тамо им је било окупљалиште,
- По четвртој у Рачој шпиљи чији је ходник допирао до мора боравиле су виле, а ни вампири нису били ретки гости.
- По петој епидемију тровања храном становништво приписује томе да испред чије куће палма расте – породична лоза се гаси.
- По шестој легенди о Главату – Зевус, грчки бог, послао је свог изасланика, да пронађе најлепше острво на свету. Након дуге потраге, изасланик је остао на том месту не могавши се одлучити, и зато још уек стоји окамењен међу отоцима Ластово, Корчула и Мљет.

## Оснивање и заштита
Према дефиницији коју је прихватио међународно удржење IUCN (International Union for Conservation of Nature) као највећа мрежа сарадника и међународно најуваженији ауторитет на подручју заштите природе, заштићено подручје је копнено и/или морско подручје посебно намењено заштити и одржавању биолошке разноликости као и подручје природних и сродних културних богатстава, којима се управља законским или каквим другим неоходним средствима
Ова дефиниција заштићеног подручја пренесена је и у Закон о заштити природе Републике Хрватске (НН 80/2013) према коме је заштићено подручје географски јасно одређен простор који је намењен заштити природе и којим се управља ради дугорочног очувања природе и пратећих услуга еколошког система.
Полазећи од напред наведеног Хрватски сабор је 29. септембра 2006. године прогласио Ластово са околним острвима у  “Парк природе Ластовско оточје” које обухвата 46 острва, оточића, хриди и гребена (највећи од њих су Ластово и Сушац) укупне површине 53 km² и 143 km² морске површине.
У парку природе Ластовско оточје забрањена је свака привредна и друге делатност, као и било каква деловање којима се угрожавају његова вредности и карактеристике. Мере заштите, начин обављања привредних делатности и коришћење природних вредности у парку природе, ближе се утврђују актом о проглашењу заштићеног подручја 2006. године, од стране Републике Хрватске.
Ластовско оточје дана спада у једно је од најбогатијих и најбоље очуваних ботаничких подручја на Медитерану.
Са културне и историјске тачке гледишта ово у подручје је драгоцено и због своје традиционалне архитектуре и археолошких налазишта на копну и под водом.

## Туризам
Ластовско оточје због своје специфичне пејзаћне лепоте која се огледа у густим шумама и плодним поља обогаћених локвама, високих обалским стрминама, копненим и подводним пећинама и бројним и ретким морских и копненим врстама и станишта изутено је атрактивно за туристе.
Посебност “Ластовског оточја” која такође привлачи туристе је богата културно историјска баштина – бројне камене црквице, животописни фумари, традиционалне ластовске Покладе, али и локално становништво, које је доказ да је суживот природе и човека могућ уз развијену еколошку свест, која се захтева и од туриста у време боравка у Парку.